# کمدی الهی (فیلم)
کمدی الهی (به پرتغالی: A Divina Comédia) (به انگلیسی: The Divine Comedy) فیلمی پرتغالی در سبک درام به کارگردانی مانوئل دی الیویرا است که در سال ۱۹۹۱ منتشر شد. از بازیگران آن می‌توان به ماریا د مدایروش اشاره کرد.
این فیلم در جشنواره فیلم ونیز ۱۹۹۱ پخش و وارد رقابت شد و جایزه ویژه هیئت داوران را برد.